# Nacionalni park Lassen Volcanic
Nacionalni park Lassen Volcanic jedan je od 58 nacionalnih parkova smještenih na području Sjedinjenih Američkih Država.

## Zemljopisni podaci
Lassen Volcanic park se nalazi na sjeveroistoku američke savezne države Kalifornija u blizini sjevernog kraja doline Sacramento, oko 80 km istočno od grada Redding. Zauzima površinu od 42.900 hektara. U zapadnom dijelu parka se u obliku velikih planina nalaze veliki šiljci nastali kao posljedica tokova lave, isprekidani krateri i dimnjaci sa sumpornim isparenjima.
Istočni dio parka čini ogromna visoravan građena od lave, koja se nalazi na oko 1.600 m nadmorske visine. Visoravan je obrasla šumama bora i jele te velikim livadama koje su tijekom proljeća pune cvijeća.
Najzačajniji dio parka je vrh Lassen, građen od vulkansikh stijena, s najvećom svjetskom vulkanskom kupolom, koji je ujedno i jedini aktivni vulkan u južnom dijelu Cascade Rangea. Visok je 3.188,80 m a nalazi se na sjeveroistočnom krilu ostatka stratovulkana i 305 m više planine Tehama. Tehama se u kasnom pleistocenu, nakon nekoliko erupcija i pražnjenja komora s magmom urušila i stvorila 3,2 km široku kalderu. Dio planine je urušen nakon djelovanja kiselih para koje su rušile stijene koje su poslije odnešene djelovanjem ledenjaka.
S druge strane današnje kaldere nalazi se 2.815 m visoka planina Brokeoff koja je nastala erozijom planine Tehama. Planina Brokeoff je druga po veličini planina u nacionalnom parku Lassen Volcanic. Ostali planinski vrhovi kaldere su Conrad, Diller, Pinnacle i Pilot.
Između vrha Lassen i Brokeoff planine nalazi se geotermalno područje Sulphur Works s brojnim vrućim izvorima. Ostala geotermalna područja kaldere su Little Hot Springs Valley, Diamond Point i Bumpass Hell.

## Klima
Nacionalni park Lassen Volcanic jedno je od najhladnijih područja savezne države Kalifornija. Temperatura noću u svakom trenutku može pasti ispod nule. Zima počinje krajem listopada a količine snježnih padalina u prosjeku iznose oko 500 cm godišnje. Snijeg je moguć čak i ljeti. Godišnji prosjek padalina je oko 835 mm, najviša temperatura zraka u kolovozu doseže oko 29°C, dok je najniža tijekom siječnja i spušta se gotovo do -7°C.
| Klimatološki srednjaci za Nacionalni park Lassen Volcanic | Klimatološki srednjaci za Nacionalni park Lassen Volcanic | Klimatološki srednjaci za Nacionalni park Lassen Volcanic | Klimatološki srednjaci za Nacionalni park Lassen Volcanic | Klimatološki srednjaci za Nacionalni park Lassen Volcanic | Klimatološki srednjaci za Nacionalni park Lassen Volcanic | Klimatološki srednjaci za Nacionalni park Lassen Volcanic | Klimatološki srednjaci za Nacionalni park Lassen Volcanic | Klimatološki srednjaci za Nacionalni park Lassen Volcanic | Klimatološki srednjaci za Nacionalni park Lassen Volcanic | Klimatološki srednjaci za Nacionalni park Lassen Volcanic | Klimatološki srednjaci za Nacionalni park Lassen Volcanic | Klimatološki srednjaci za Nacionalni park Lassen Volcanic | Klimatološki srednjaci za Nacionalni park Lassen Volcanic |
| mjesec                                                    | sij                                                       | velj                                                      | ožu                                                       | tra                                                       | svi                                                       | lip                                                       | srp                                                       | kol                                                       | ruj                                                       | lis                                                       | stu                                                       | pro                                                       | godina                                                    |
| --------------------------------------------------------- | --------------------------------------------------------- | --------------------------------------------------------- | --------------------------------------------------------- | --------------------------------------------------------- | --------------------------------------------------------- | --------------------------------------------------------- | --------------------------------------------------------- | --------------------------------------------------------- | --------------------------------------------------------- | --------------------------------------------------------- | --------------------------------------------------------- | --------------------------------------------------------- | --------------------------------------------------------- |
| srednji maksimum, °C                                      | 5,5                                                       | 7,7                                                       | 10,5                                                      | 15,0                                                      | 20,0                                                      | 24,4                                                      | 28,8                                                      | 28,9                                                      | 25,0                                                      | 18,9                                                      | 10,0                                                      | 5,5                                                       | 16,7                                                      |
| srednji minimum, °C                                       | −6,6                                                      | −5,0                                                      | −3,3                                                      | −1,6                                                      | 1,6                                                       | 5,5                                                       | 7,7                                                       | 6,7                                                       | 3,9                                                       | 0,0                                                       | −3,3                                                      | −6,1                                                      | −0,5                                                      |
| oborine, mm                                               | 149,8                                                     | 142,2                                                     | 124,4                                                     | 50,8                                                      | 40,6                                                      | 20,3                                                      | 10,1                                                      | 10,1                                                      | 22,8                                                      | 50,8                                                      | 96,5                                                      | 116,8                                                     | 835,2                                                     |
| Izvor: nationalparktravel.com                             |                                                           |                                                           |                                                           |                                                           |                                                           |                                                           |                                                           |                                                           |                                                           |                                                           |                                                           |                                                           |                                                           |

## Povijest
Na području parka su davno prije dolaska prvih doseljenika živjeli Indijanci. Četiri skupine indijanaca (Atsugewi, Yana, Yahi i Maidu) ovdje su nalazile utočište tijekom toplijih mjeseci koje su koristili za lov i sakupljanje hrane. Iz toga vremena su ostali razni predmeti poput kamenih vršaka koplja ili noževa. Neki od ovih predmeta danas su, zajedno s replikama košara i raznog lovačkog pribora, izloženi kao muzejski eksponati u muzeju Loomis. Potomci ovih plemena i danas žive, a neki od njih i rade u parku gdje posjetiteljima demonstriraju povijesnu plemensku kulturu.
Sredinom 19. stoljeća prvi su doseljenici vrh Lassen koristili kao orijentir prilikom putovanja prema plodnoj dolini Sacramento. Park je naziv dobio po jednom od vodiča, danskom kovaču Peteru Lassenu. Prvi veći prolazak prvih doseljenika kroz područje parka se zbio oko 1840-ih godina, iako je pionir Jeddediah Smith još 1828. godine na svom putovanju prema zapadu prošao ovim područjem. Prvi doseljenici su ovdje stigli u potrazi za zlatom tijekom zlatne groznice koja je u to vrijeme zahvatila Kaliforniju. Prve staze, koje se povezuju s parkom, ustanovili su pioniri William Nobles i Peter Lassen, a Nobles je 1851. kroz područje parka otkrio novi alternativni prolaz prema Kaliforniji. Dijelovi ovih staza vidljivi su i danas. Lassen, po kojem je park imenovan, je s doseljenicima u blizini parka osnovao naselje čiji su se stanovnici bavili rudarstvom, drvnom industrijom i uzgojem stoke.
Park je prvotno 1907. godine predsjednik Theodore Roosevelt proglasio nacionalnim spomenikom prirode, a američkim nacionalnim parkom područje je proglašeno 9. kolovoza 1916. godine.

## Biljni i životinjski svijet

### Biljni svijet
Svojim položajem na sjevernom rubu šumske ekoregije Sierra Nevade, nacionalni park Lassen Volcanic još uvijek nalikuje onom kakav je bio prije dolaska prvih doseljenika. Na prostoru od 10.980 ha rastu svi glavni tipovi šuma ovog područja. Na nadmorskim visinama ispod 2.000 m dominira vegetacija mješovitih četinara, nekoliko vrsta borova i jela. Uobičajeno divlje cvijeće je iris, pyrola asarifolia ili ljubica.
Iznad mješovite crnogorične šume raste glavna šumska zajednica crvene jele. Između visine od 2.000 i 2.400 metara rastu već spomenuta crvena jela, zapadni bijeli bor i planinska kukuta koji čine zajednicu manje raznolikog četinara.

### Životinjski svijet
Na području parka obitava oko 300 vrsta kralježnjaka i to 10 vrsta vodozemaca, 195 vrsta ptica, 12 vrsta riba, 66 vrsta sisavaca i 18 vrsta gmazova.
Vrste koje obično nalazimo u šumovitim predjelima ispod 2.400 m nadmorske visine su mrki medvjedi, jeleni mazgari, kune, bijeloglavi djetlići, vodenjaci i više vrsta šišmiša. U parku obitava i gologlavi orao ((lat.) Haliaeetus leucocephalus) koji je prema američkom Zakonu o zaštiti ugroženih vrsta trenutno na popisu ugroženih vrsta te sivi sokol ((lat.) Falco peregrinus) koji je 1999. godine skinut s te liste.

## Vanjske poveznice
- http://www.lassen.volcanic.national-park.com/  Arhivirana inačica izvorne stranice od 15. travnja 2010. (Wayback Machine)

## Ostali projekti
|  | Zajednički poslužitelj ima stranicu o temi Nacionalni park Lassen Volcanic    |
|  | Zajednički poslužitelj ima još gradiva o temi Nacionalni park Lassen Volcanic |